# 3-碘苯酚
3-碘苯酚或间碘苯酚，是一种芳香族有机化合物。3-碘苯酚参与各种偶联反应，其中碘取代基被置换。被广泛引用的例子包括硫醇盐和胺亲核试剂。
3-碘苯酚可由3-碘苯甲酸的氧化脱羧制备：
IC
6H
4CO
2H  +  "O"   →   IC
6H
4OH  +  CO
2